# 雷頓教授與惡魔之箱
《雷頓教授與惡魔之箱》（レイトン教授と悪魔の箱）是一款由LEVEL-5開發的任天堂DS用冒險遊戲，於2007年11月29日發售，是《雷頓教授系列》的第2作。此遊戲與過去作品一樣，主角都由大泉洋和堀北真希配音。

## 故事
從雷頓教授的恩師受到一封信，信內寫著有關一個打開的人必定死亡的傳說秘寶「惡魔之箱」。擔心的雷頓教授帶同路克找尋師傅，但到達後發現師傅遭人殺害。二人為了解開謎題，而乘搭摩倫特利快車。

## 角色
雷頓教授（聲：大泉洋）
本名為艾爾夏魯・雷頓，有名的考古學家及不思議研究專家。
少年路克（聲：堀北真希）
雷頓教授的助手，擁有與動物說話的能力。
阿羅瑪（聲：能登麻美子）
前作不思議城鎮大富豪的女兒，現與雷頓與路克同住。偷偷跟隨雷頓與路克乘搭同一列車。
安德魯・施若德博士
雷頓教授的恩師亦是考古學家，在「惡魔之箱」的研究中被人殺害。
安德森（聲：大澤隆夫）
謎一般的青年，傳聞他的真正身份是吸血鬼。
卡蒂雅（聲：大後壽壽花）
雷頓教授在列車中相識的少女，好像正在旅行。
薩姆（聲：安田顯）
摩倫特利快車的車長，穿著不合時代的搖滾服裝。
羅斯夫人（聲：Salyu）
肥胖身形的富有夫人，常炫耀身上值錢的寶石。
哈姆（聲：柳原哲也）
肥胖身形的黃金鼠。與雷頓共同行動，希望減肥成瘦長的黃金鼠為目標。
克洛伊（聲：平井善之）
在安東尼的怪城堡工作的管家。
神秘婆婆
與前作同樣。讓雷頓讓了集中解謎的神祕老婆婆。

## 同時收錄的軟件
於2007年9月舉行的「東京電玩展2007」LEVEL-5的攤位中，發放場內限製版任天堂DS軟件「LEVEL-5 Premium Silver」。但因為常領取軟件的人太多以及系統故障，不是所有人都能下載軟件，所以出現有人在網上以高價轉賣軟件。為了解決該事件，於10月17日發表收錄LEVEL-5 Premium Silver中的《雷頓教授與倫敦的假日》（レイトン教授とロンドンの休日，雷頓教授的特別編）及《閃電十一人》（イナズマイレブン）體驗版的DS卡。

## 發佈
《雷頓教授與惡魔之箱》在前作發佈後九個月的2007年11月29日在日本發佈。在此之後，任天堂開始製作遊戲的國際版，並且於2009年發佈。於2009年3月，在游戏开发者大会上，日野晃博正式宣佈「Professor Layton and the Diabolical Box」為國際版的正式名稱。在會議後的記者採訪中，晃博聲稱此遊戲的本地化工作將於六個月內完成。
此遊戲分別於2009年8月24日、2009年9月24日及2009年9月25日在北美、澳洲及歐洲發佈。而PAL區版本則於同年9月以「雷頓教授與潘多拉盒子」之名發佈。截至2011年11月，此遊戲是英國史上銷售速度最快的任天堂DS遊戲。

## 評價
《雷頓教授與惡魔之箱》獲得的評價多為正面的。Gamerankings和Metacritic分別得出此遊戲的分數為85%和84/100分。
英國任天堂官方雜誌給予此遊戲92%的得分，並頒予金獎獎章。他們稱讚此遊戲的謎題數量、動畫場景和配音，但就批評遊戲內容的重複性太高。他們更把此遊戲稱為「一個偉大的續集」。IGN和GameSpot均給予此遊戲8.5分，而IGN更授予此遊戲編輯選擇獎，並把它評為2010年第11好任天堂DS遊戲。 Gametrailers則授予此遊戲2009年最好的益智遊戲獎。

## 銷售
根據《Fami通》，截至2008年7月9日，此遊戲已經在日本售出了815,369套遊戲。截至2009年9月，此遊戲已於西方國家售出了逾126萬套遊戲。

## 外部連結
- （日語）《雷頓教授與惡魔之箱》官方網站（页面存档备份，存于）
  - （日語）《雷頓教授與惡魔之箱》特別收錄標題的通知（页面存档备份，存于）